# Hephastioides cyanipennis
Hephastioides cyanipennis is een keversoort uit de familie boktorren (Cerambycidae). De wetenschappelijke naam van de soort is voor het eerst geldig gepubliceerd in 1961 door Zajciw.